# Cleora nigrata
Cleora nigrata är en fjärilsart som beskrevs av W. Warren 1907. Cleora nigrata ingår i släktet Cleora och familjen mätare. Inga underarter finns listade i Catalogue of Life.